# 阿尔皮埃克
阿尔皮埃克（法語：Alpuech）是法国阿韦龙省的一个市镇，属于罗德兹区（Rodez）阿尔让克河畔圣热纳维耶夫县（Sainte-Geneviève-sur-Argence）。该市镇2009年时的人口为71人。

## 人口
阿尔皮埃克人口变化图示
| 数据来源：INSEE |